# Льгота-Мурована
Льгота-Мурована (пол. Lgota Murowana) — село в Польщі, у гміні Крочиці Заверцянського повіту Сілезького воєводства.
Населення — 450 осіб (2011).
У 1975-1998 роках село належало до Ченстоховського воєводства.

## Демографія
Демографічна структура станом на 31 березня 2011 року:
|          | Загалом | Допрацездатний вік | Працездатний вік | Постпрацездатний вік |
| -------- | ------- | ------------------ | ---------------- | -------------------- |
| Чоловіки | 231     | 40                 | 159              | 32                   |
| Жінки    | 219     | 44                 | 116              | 59                   |
| Разом    | 450     | 84                 | 275              | 91                   |